# Take Me Down
Take Me Down è il primo singolo del gruppo hard rock statunitense The Pretty Reckless estratto dal loro terzo album Who You Selling For, pubblicato il 15 luglio 2016 dalla Razor & Tie.

## Il brano
Racconta la storia di una musicista che ha venduto la sua anima al diavolo in cambio del successo, riprendendo una vecchia leggenda dei musicisti che andavano agli incroci delle strade nel Delta del Mississippi (crossroads) per fare patti con il demonio per fama, successo e grandezza.

## Video
Il video musicale del brano, diretto da Meiert Avis, continua il tema delle allusioni alla natura diabolica. Consiste in riprese del gruppo che suona in bianco e nero con una colorazione rossa di alcune cose, come alcune parti dello sfondo, le labbra della frontwoman Taylor Momsen ed un suo pendente.

## Tracce
CD singolo promo AU/NZ
1. Take Me Down (Radio Edit) – 4:13 (Taylor Momsen, Ben Phillips)
2. Take Me Down (Album Version) – 4:13 (Taylor Momsen, Ben Phillips)

Download digitale AU/NZ
1. Take Me Down – 4:13 (Taylor Momsen, Ben Phillips)

## Classifiche
| Classifica (2016)                                    | Posizione massima |
| ---------------------------------------------------- | ----------------- |
| Canada (Billboard Canada Rock)                       | 5                 |
| Stati Uniti (Billboard Mainstream Rock Songs)        | 1                 |
| Stati Uniti (Billboard Hot Rock & Alternative Songs) | 27                |

## Formazione
The Pretty Reckless
- Taylor Momsen – voce, chitarra ritmica
- Ben Phillips – chitarra solista, cori
- Mark Damon – basso
- Jamie Perkins – batteria, percussioni